# Eleanore Griffin
Eleanore Griffin (ur. 29 kwietnia 1904 w Saint Paul, zm. 25 lipca 1995 w Woodland Hills) – amerykańska scenarzystka filmowa, nagrodzona Oscarem za Miasto chłopców (1938).

## Wybrana filmografia
scenarzystka
- 1937: Mały dżentelmen
- 1938: Miasto chłopców
- 1941: I Wanted Wings
- 1943: Wojny drapieżców
- 1946: Dziewczęta Harveya
- 1955: Dzień dobry, pani Dove
- 1959: Zwierciadło życia
- 1961: Boczna ulica
- 1964: One Man's Way